# Étienne le Posthume
Étienne Árpád ou Étienne le Posthume (né en 1236 mort en 1271) est le fils du André II de Hongrie né de sa troisième épouse, Béatrice d'Este.

## Biographie
À la mort du roi André II le 21 septembre 1235, sa jeune épouse depuis l'année précédente Béatrice d'Este se trouvait enceinte selon la rumeur de Denis fils d'Ampod et non du défunt roi. Étienne naît posthume en Allemagne et ses demi-frères aînés dont le roi Béla IV de Hongrie le considèrent comme un batard né d'une relation adultère et il n'est pas autorisé à recevoir de revenus ducaux en la Hongrie.
Il réside à l'étranger en Italie, notamment à Venise et épouse une veuve, Isabella Traversani, qui lui donne un fils mort en enfance; Étienne. De sa seconde épouse Tomasina Morosini il a un autre fils qui deviendra le roi André III de Hongrie le dernier souverain de la dynastie d'Árpád.

## Sources
- Gyula Kristo Histoire de la Hongrie Médiévale Tome I « le Temps des Arpads » Presses Universitaires de Rennes (2000) (ISBN 2-86847-533-7).